# Lamproderma
Lamproderma is een geslacht van slijmzwammen (Myxomycetes) uit de orde Stemonitales. Het grootste deel van de soort komt uitsluitend voor tijdens het smelten van de sneeuw (nivicol). De typesoort is Lamproderma columbinum. Wereldwijd worden ongeveer 50 soorten gerapporteerd. Voor Centraal-Europa zijn meer dan 25 soorten geïdentificeerd.

## Kenmerken
De vruchtingen zijn meestal gesteelde of zittende sporocarpen. Plasmodiocarpen worden zelden gevormd. De sporocarpen zijn bolvormig, breed eivormig tot peervormig, zelden kortcilindrisch. Hun schaal (peridia) is dun en vliezig. Het houdt meestal lang aan op oudere vruchtlichamen. Het lost dan op in kleine delen die aan de hoofdhuid hechten. De schaal vormt dan bijna altijd een kraagvormig residu op de steel, het oppervlak is meestal metaalachtig of iriserend. Soms zijn er naaldvormige kristallen te vinden. De vaak glanzende steel is zwart of bij Lamproderma verrucosum bleek oranjebruin van kleur. Het bestaat uit ineengestrengelde vezels. In het doorschijnende licht lijkt het ondoorzichtig zwart of donker roodbruin. De voortzetting van de stengel (columella) loopt door de sporencapsule voor een tot twee derde. Het is cilindrisch en heeft een afgeronde punt of is knotsvormig. Minder vaak is het taps of vertakt. De vliezige basis (hypothallus) omgeeft de basis van de steel op een schijfachtige manier en versmelt met die van de naburige vruchtlichamen. Het is licht tot donker roodbruin of zwart van kleur en glanst meestal ook.
Het capillitium begint overwegend vanaf de punt van de columella. Het is stijf, zelden golvend gebogen of elastisch uitzetbaar. De takken hebben vaak een scherpe hoek en worden naar de rand toe breder, waarbij de vezels dunner worden. Dwarsverbindingen creëren een dicht, minder vaak open intern netwerk, een bovengronds netwerk (netwerkstructuur direct onder de peridia) ontbreekt. De hoofdhuid is bruin tot zwartbruin, zelden lichtbruin tot kleurloos. Tegen de peridia wordt het meestal licht tot kleurloos. De uiteinden lopen meestal vrij uit of zijn trechtervormig en verbonden met de peridia. De sporen verschijnen in massa donkerbruin tot zwart, in Lamproderma fuscatum roestbruin. Ze hebben een duidelijke oppervlaktestructuur.

## Geslachtsafbakening
De soort kan meestal vrij goed worden toegewezen aan het geslacht Lamproderma. Kenmerkend zijn de constante peridia, de goed ontwikkelde columella, die meestal abrupt eindigt in het midden van de sporocarpen, de hoofdhuid, die voornamelijk uitstraalt vanuit het bovenste deel van de columella, en een vaak karakteristiek patroon op het oppervlak van de sporen. Er zijn een paar uitzonderingen, maar ze verschillen slechts in één kenmerk van deze eigenschappen. Er zijn ook vormen met afwijkende capillitia of sporen onder de soort.

## Ecologie
De soort groeit voornamelijk nivicol in het voorjaar en de vroege zomer op hoogtes van enkele honderden meters boven zeeniveau. Ze verschijnen direct nadat de sneeuw is gesmolten of op stengels en takken die uit de sneeuw steken. Aan de andere kant komen ze buiten deze tijd voor in de herfst en late herfst. Ze groeien dan vaak op bemoste rotsen op schaduwrijke, permanent vochtige locaties.

## Soorten
Volgens Index Fungorum telt het geslacht 77 soorten (peildatum december 2021):
| Soortnaam                                           | Auteur(s)                                             | Publicatiejaar |
| --------------------------------------------------- | ----------------------------------------------------- | -------------- |
| Lamproderma acanthosporum                           | Kowalski                                              | 1968           |
| Lamproderma aeneum                                  | Mar. Mey. & Poulain                                   | 2002           |
| Lamproderma album                                   | H. Neubert, Nowotny & K. Baumann                      | 1989           |
| Lamproderma alexopouli                              | T.N. Lakh. & Mukerji                                  | 1979           |
| Lamproderma alpestroides                            | Mar. Mey. & Poulain                                   | 2002           |
| Lamproderma andinum                                 | A. Ronikier & Lado                                    | 2015           |
| Lamproderma anglicum                                | (G. Lister & H.J. Howard) Ing                         | 1982           |
| Lamproderma arcyrioides (Purper parelmoerkopje)     | (Sommerf.) Rostaf.                                    | 1875           |
| Lamproderma argenteobrunneum                        | A. Ronikier, Lado & Mar. Mey.                         | 2010           |
| Lamproderma atrosporum                              | Meyl.                                                 | 1910           |
| Lamproderma australiense                            | S.L. Stephenson, G. Moreno & H. Singer                | 2007           |
| Lamproderma cacographicum                           | Bozonnet, Mar. Mey. & Poulain                         | 1997           |
| Lamproderma clynense                                | Ing & K. Lawson                                       | 2020           |
| Lamproderma collinsii (Dof parelmoerkopje)          | T.N. Lakh. & Mukerji                                  | 1979           |
| Lamproderma columbinum (Groot parelmoerkopje)       | (Pers.) Rostaf.                                       | 1873           |
| Lamproderma cristatum                               | Meyl.                                                 | 1921           |
| Lamproderma cruchetii                               | Meyl.                                                 | 1919           |
| Lamproderma cucumer                                 | (Meyl.) Nowotny & H. Neubert                          | 2000           |
| Lamproderma debile                                  | (G. Lister & H.J. Howard) Ing                         | 1982           |
| Lamproderma disseminatum                            | Kowalski                                              | 1970           |
| Lamproderma echinosporum                            | Meyl.                                                 | 1924           |
| Lamproderma echinulatum                             | (Berk.) Rostaf.                                       | 1876           |
| Lamproderma elasticum                               | Nann.-Bremek. & Bozonnet                              | 1989           |
| Lamproderma fuckelianum                             | Rostaf.                                               | 1875           |
| Lamproderma fusiforme                               | Kowalski                                              | 1966           |
| Lamproderma gracile                                 | (G. Lister) Kuhnt & C. Shirley                        | 2017           |
| Lamproderma granulosum                              | H. Neubert, Nowotny & Schnittler                      | 1990           |
| Lamproderma griseum                                 | K.S. Thind & T.N. Lakh.                               | 1969           |
| Lamproderma gulielmae (Bruingevlekt parelmoerkopje) | Meyl.                                                 | 1919           |
| Lamproderma hieroglyphicum                          | Flatau                                                | 1982           |
| Lamproderma inconspicuum                            | J. Schröt.                                            | 1896           |
| Lamproderma iridescens                              | (Berk.) Rostaf.                                       | 1876           |
| Lamproderma kowalskii                               | A. Ronikier, Lado & Mar. Mey.                         | 2010           |
| Lamproderma latifilum                               | Nann.-Bremek. & Y. Yamam.                             | 1983           |
| Lamproderma laxum                                   | H. Neubert                                            | 1980           |
| Lamproderma leucosporum                             | Rostaf.                                               | 1876           |
| Lamproderma listeri                                 | Massee                                                | 1892           |
| Lamproderma longifilum                              | H. Neubert, Nowotny & K. Baumann                      | 1989           |
| Lamproderma lycopodii                               | Nees ex Raunk.                                        | 1890           |
| Lamproderma lycopodiicola                           | A. Kuhnt                                              | 2011           |
| Lamproderma macrosporum                             | (Mar. Mey. & Poulain) Kuhnt                           | 2017           |
| Lamproderma maculatum                               | Kowalski                                              | 1970           |
| Lamproderma magniretisporum                         | G. Moreno, C. Rojas, S.L. Stephenson & H. Singer      | 2009           |
| Lamproderma minutum                                 | Rostaf.                                               | 1876           |
| Lamproderma mucronatum                              | H. Neubert, Nowotny & K. Baumann                      | 1989           |
| Lamproderma muscicola                               | Mar. Mey. & Poulain                                   | 2015           |
| Lamproderma muscorum                                | (Lév.) Hagelst.                                       | 1935           |
| Lamproderma nigrescens                              | Rostaf.                                               | 1875           |
| Lamproderma nigrescens                              | Sacc.                                                 | 1881           |
| Lamproderma nigricapillitium                        | Nann.-Bremek. & Bozonnet                              | 1989           |
| Lamproderma nigrisplendidum                         | Poelt                                                 | 1965           |
| Lamproderma nordica                                 | A. Kuhnt                                              | 2011           |
| Lamproderma ovoideoechinulatum                      | Mar. Mey. & Poulain                                   | 2005           |
| Lamproderma ovoideum                                | Meyl.                                                 | 1932           |
| Lamproderma piriforme                               | (Meyl.) Mar. Mey. & Poulain                           | 2005           |
| Lamproderma pseudomaculatum                         | Mar. Mey. & Poulain                                   | 1995           |
| Lamproderma pulchellum                              | Meyl.                                                 | 1932           |
| Lamproderma pulveratum                              | Mar. Mey. & Poulain                                   | 1991           |
| Lamproderma puncticulatum                           | Härk.                                                 | 1978           |
| Lamproderma reticulosporum                          | Gilert                                                | 1991           |
| Lamproderma retirugisporum                          | G. Moreno, H. Singer, Illana & A. Sánchez             | 2003           |
| Lamproderma retispora                               | (Dhillon & Nann.-Bremek.) T.N. Lakh. & Mukerji        | 1981           |
| Lamproderma robustum                                | Ellis & Everh.                                        | 1884           |
| Lamproderma saccardoanum                            | Massee                                                | 1892           |
| Lamproderma sauteri                                 | Rostaf.                                               | 1875           |
| Lamproderma schimperi                               | Rostaf.                                               | 1875           |
| Lamproderma scintillans (Witkruinparelmoerkopje)    | (Berk. & Broome) Morgan                               | 1894           |
| Lamproderma spinisporum                             | G. Moreno, López-Vill., A. Castillo & S.L. Stephenson | 2018           |
| Lamproderma spinulosporum                           | Mar. Mey., Nowotny & Poulain                          | 1994           |
| Lamproderma splendens                               | Meyl.                                                 | 1929           |
| Lamproderma splendidissimum                         | Mar. Mey., Bozonnet & Poulain                         | 2014           |
| Lamproderma subglobosum                             | (Meyl.) Meyl.                                         | 1927           |
| Lamproderma thindianum                              | T.N. Lakh. & Mukerji                                  | 1979           |
| Lamproderma tuberculosporum                         | M.L. Farr                                             | 1967           |
| Lamproderma verrucosum                              | G.W. Martin, K.S. Thind & Sohi                        | 1957           |
| Lamproderma yamamotoi                               | Tamayama, Poulain & Mar. Mey.                         | 2018           |
| Lamproderma zonatum                                 | Mar. Mey. & Poulain                                   | 2004           |